# 小祝神社

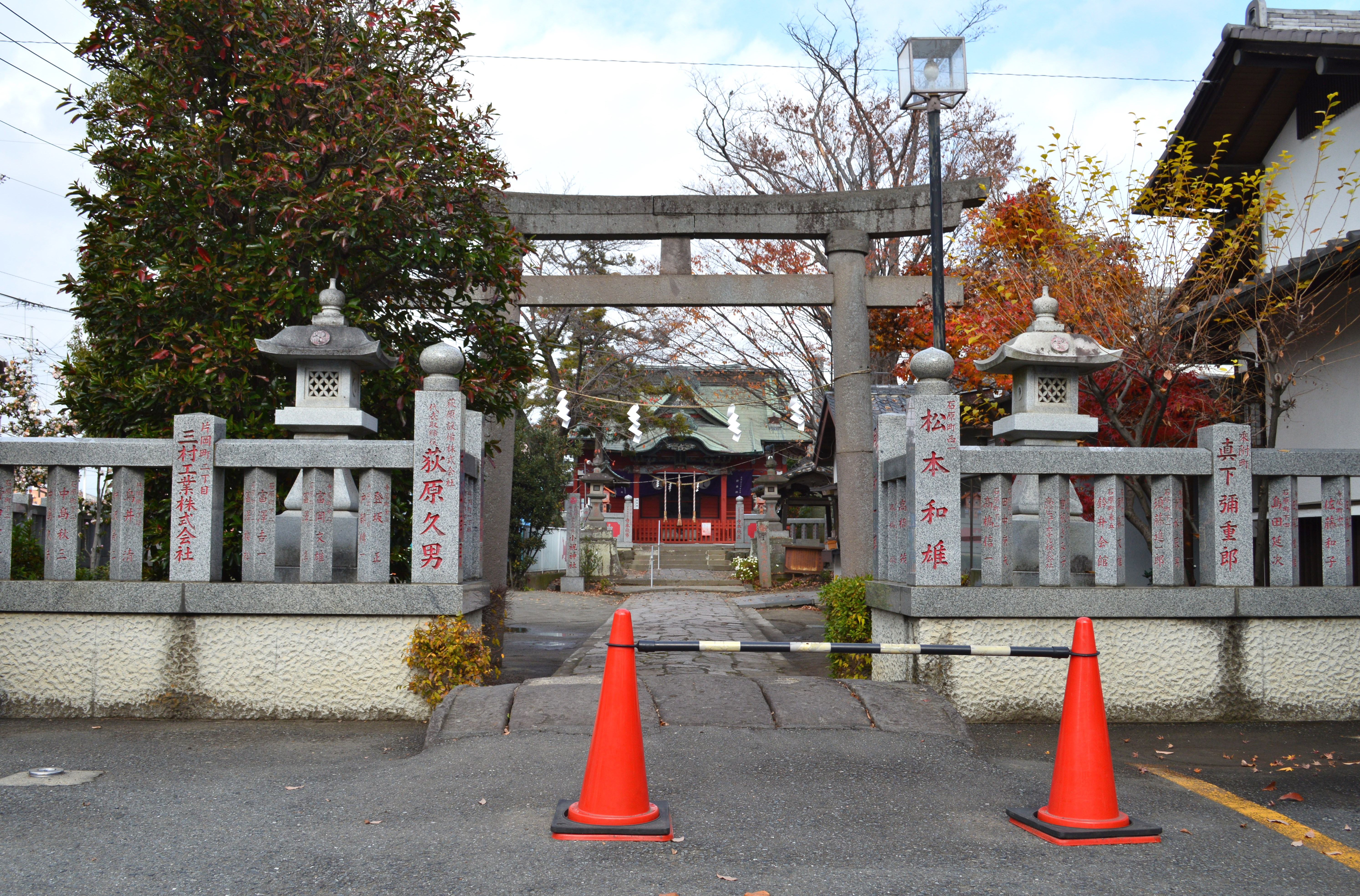
鳥居

小祝神社（おぼりじんじゃ）は、群馬県高崎市石原町にある神社。式内社、上野国七宮で、旧社格は郷社。神紋は「三つ巴」。
江戸時代の旧称は「小祝大明神」。

## 祭神
祭神は次の1柱。
- 少彦名命 （すくなひこなのみこと）

『神道集』では本地仏を文殊菩薩とする。ただし近世の縁起には薬師とあるほか、神社裏手にも薬師堂が存在していた。享保2年（1717年）の文書では神体を石とする。なお、『式内社調査報告』では少彦名命のほか21柱があるとする。

## 歴史

### 創建
創建は不詳。付近には三島塚古墳（4世紀末から5世紀初頭の円墳）があるほか、境内から縄文時代前期の土器片が出土したことから、古くより当地に鎮座したものと推測される。
当社の奉斎氏族は明らかでない。『上野国神名帳』には群馬西郡に「息災寺小祝明神」の記載があるが、この「息災寺」は上野国府近くの引間妙見寺に比定される。このことから小祝神の奉斎氏族は国府官人になったと見られ、先の「息災寺小祝明神」は、国府近くに建立された息災寺に氏神として当社から勧請されたものと推測される。

### 概史
創建は不詳。国史では、「小祝神」の神階が元慶4年（880年）に正五位下から正五位上勳十二等に昇叙された旨の記載が見える。
延長5年（927年）成立の『延喜式』神名帳では上野国片岡郡に「小祝神社」と記載され、式内社に列している。なお、同帳では当時の読みとして「オハフリ」と振られている。
『上野国神名帳』においては、総社本では鎮守十社の7番目に「正一位小祝大明神」と見えるほか、一宮本では鎮守十社の4番目、群書類従本では6番目にそれぞれ「従一位小祝大明神」と記されている。関連神名として、前述のように群馬西郡に「従三位息災寺小祝明神」の記載がある。
南北朝時代成立の『神道集』では、「上野国九箇所大明神事」に「七宮ハ沢宮、小視ト申ス、本地ハ文殊也」（小視は小祝の誤記か）とあることから、当社は上野国の七宮に列したとされる。
江戸時代には、正徳6年（1716年）の宗源宣旨で正一位を授けられている。また享保2年（1717年）には、現在の本殿が造営された。近世の別当寺は石昌寺であった（現在も隣接）。
明治5年（1872年）には近代社格制度において郷社に列し、明治42年（1909年）には神饌幣帛料供進社に定められた。

### 神階
- 六国史時代における神階奉叙の記録
  - 元慶4年（880年）5月25日、正五位下から正五位上勳十二等 （『日本三代実録』）
- 六国史以後
  - 従一位 （『上野国神名帳』一宮本・群書類従本） - 表記は「小祝大明神」。
  - 正一位 （『上野国神名帳』総社本） - 表記は「小祝大明神」。
  - 正徳6年（1716年）、正一位 （宗源宣旨） - 表記は「小祝大明神」。

## 境内

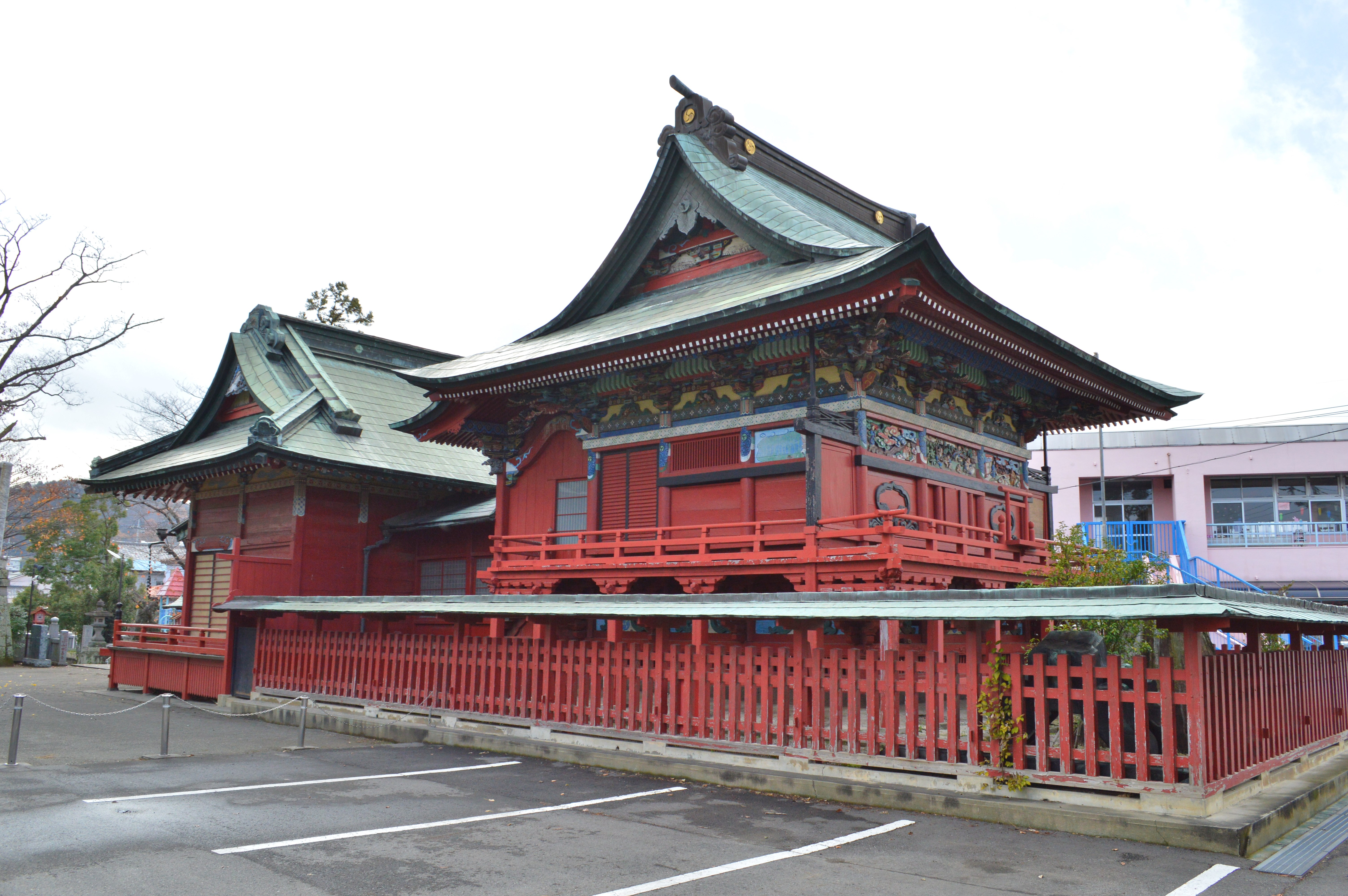
本殿（高崎市指定重要文化財）

現在の主要社殿は本殿・幣殿・拝殿から成り、これらが一体となった形式である。ただし、幣殿・拝殿は本殿よりも後の造営になる。文書・奉納額によると、本殿は江戸時代の正徳3年（1713年）に造替が企画され、享保2年（1717年）に棟上げされた。形式は三間社入母屋造で、側面も三間からなり、正面には向拝三間を付す。屋根は、当初は檜皮葺または柿葺であったと見られるが、現在は銅板葺である。本殿内部は外陣（手前二間）と内陣（奥一間）に分かれ、内陣には厨子が安置されている。この本殿は、高崎市の神社本殿としては最古であるほか、その背面に嵌め込まれた彫刻パネル（群馬県最古例）が類例の年代判定の指標にもなるとして、棟札・奉納額・寄進銘とともに高崎市指定重要文化財に指定されている。

## 文化財

### 高崎市指定重要文化財
- 本殿（附 享保元年棟札・享保2年奉納額・享保4年寄進銘）（建造物） - 平成14年2月20日指定[7]。